# Agrodiaetus mesopotamica
Agrodiaetus mesopotamica är en fjärilsart som beskrevs av Otto Staudinger 1891. Agrodiaetus mesopotamica ingår i släktet Agrodiaetus och familjen juvelvingar. Inga underarter finns listade i Catalogue of Life.